# Friderik Vovbrški
Grof Friderik Vovbrški  (cca 1271 - 1316/1317) nemško „Graf Friedrich von Heunburg„ je bil prvorojeni sin grofa Ulrika II. Vovbrškega iz koroške in štajerske plemiške rodbine Vovbrških in njegove žene Neže (Agnes), ki je bila pranečakinja Friderika II., zadnjega vojvode Avstrije in Štajerske iz hiše Babenberžanov. Okoli leta 1311 se je poročil z Adelajdo Aufensteinsko, hčerko deželnega glavarja Koroške Konrada Aufensteinskega. 

## Življenje in delo
Grof Friderik se je pojavljal (v dokumentih)  ob očetu v letih 1296, 1298, 1302 in 1306. Friderik je bil že leta 1300 župan Colmar-ja.
Leta 1307, ko se je spraznil češki kraljevi prestol, se je grof Friderik Vovberški pridružil podpornikom Habsburžanov oziroma podpori vojvode Friderika Avstrijskega, ki je bil tudi vojvoda Štajerske. Pridužil se je Ulriku Vadsejskemu, ki je kot deželni glavar Štajerske s svojo vojske vdrl na Koroško in na hitro zavzel takratno koroško glavno mesto Št. Vid, Velikovec in Celovec. Pristaši Goriških grofov oziroma Henrika vojvode Koroške, so na Kranjskem in v Savinjski marki branili posesti, ki so jih imeli goriški v zakupu. Po končanem prevzemu oblasti na Koroškem je prišel grof Friderik Vovbrški v Savinjsko marko, kjer je imel v lasti pomembna posestva v Savinjski dolini, dolini Pake in Šaleški dolini, z dvojnim namenom, ne samo, da bi to območje prevzel za vojvodo Friderika, ampak tudi, da bi poravnal račune z Gornjegrajskim opatom Vulfingom. Ker je s tem samovoljno ogrozil svoje odvetništvo nad Gornjegrajsko opatijo, se je to očitno zgodilo šele poleti 1307 ko je že prišlo do vojne med obema pretendentoma na češki prestol. Ulriku je pomagal njegov svak svobodni gospod Ulrik Žovneški s katerim sta ujela kraljevega glavarja Hauga Taufersa in gornjegrajskega opata in tako Savinjsko marko podredila vladavini vojvode Friderika Avstrijskega t.j Habsburžanom.  Potem se je grof Friderik Vovbrški vrnil na Koroško. Maja 1308 se je grof Friderik pomiril z gornjegrajskim opatom. Za Štajerskega vojvodo je bil trn v peti tudi mesto Slovenj Gradec, v katerem so ostali goriški vojaki, saj je bil v njihovem fevdu od Oglejskih patriarhov. Grof Friderik Vovbrški je zato pomagal vojvodi Frideriku, da so v začetku julija 1308 začeli oblegati mesto, ki je 13. julija 1308 dobilo močne okrepitve Konrada Aufensteinskega, tako je bilo to obleganje neuspešno.    
Med temi nemiri je umrl Friderikov oče grof Ulrik II. Vovbrški in, kot kaže, ni bil pokopan v Gornjem gradu, temveč v kolegijski cerkvi v Grebinju.
Friderikova postavitev v tabor Habsbužanov  in avstrijsko-štajerskega vojvode Friderika Avstrijsko-Štajerskega Vovbrškim ni prinesla veliko, Tirolsko-Goriški so ostali Koroške vojvode, Henrik pa češki kralj. Zato je bilo potrebno politično situacijo uravnotežiti, kar naj bi bilo doseženo s poroko Vovbrškega grofa Hermana  z Elizabeto, hčerko Goriškega grofa Alberta v drugi polovici leta 1310.  Aprila leta 1314 pa sta vojvodi Friderik Avstrijski in Ludvik Koroški sklenila mir. 
Grof Friderik Vovbrški se v zgodovinskih listina poslednjič pojavi na Binkošte leta 1316. Zato lahko ugotavljamo, da je umrl še istega leta ali do septembra leta 1317. Takrat je družinsko posest vodil le še brat Herman. Tudi ob predpostavki, da je bil prvorojeni otrok svojih staršev in se je rodil leta 1271, ob smrti ni mogel biti star več kot 45 ali 46 let. Kje je umrl, ni znano; Po Laziusu naj bi počivališče našel v kolegijski cerkvi samostana Gornji grad, kar pa ni neverjetno, saj je bil advokat samostana. Umrl je brez otrok, njegova žena se po njegovi smrti ne pojavi v nobeni listini.

## Potomci
Friderik je bil poročen z Adelajdo († 1312-1317), hčerko deželnega glavarja Koroške Konrada Auffensteinskega; v zakonu nista imela otrok.